# Isorrhoa
Isorrhoa é um gênero de traça pertencente à família Agonoxenidae.